# 페가수스자리 85
페가수스자리 85는 페가수스자리에 있는, 지구에서 약 40.5 광년 정도 떨어진 다중성계이다.
주성 페가수스자리 85 A는 +6등급 밝기의 황색 왜성으로 우리 태양과 흡사하다. 반성 페가수스자리 85 B는 오렌지색 왜성으로 주성에서 약 10.3 광년 떨어진 거리를 타원 궤도로 26.28년에 한 번 돈다. 둘 사이의 궤도장반경은 근성점에서 6.4 천문단위이고 원성점에서 14.2 천문단위이다. 페가수스자리 85B는 다시 2천문단위 거리에 어두운 적색 왜성을 반성으로 또 거느리고 있다(페가수스자리 85 BB). 반성의 질량은 태양의 11퍼센트 수준이다.
이 항성계 내의 모든 구성원들은 우리 태양보다 작고 어둡고 표면 온도도 차갑다.

## 참고 문헌
- J. Fernandes, P. Morel, Y. Lebreton (2002). “A calibration of the 85 Peg binary system”. 《Astronomy and Astrophysics》 392: 529–533. 2007년 6월 6일에 확인함.

## 같이 보기
- 페가수스자리 51